# Lusagyugh (Aragatsotn)
Lusagyugh (in armeno Լուսագյուղ, anche chiamato Lusagyukh; precedentemente Karanlug e Gharanlegh) è un comune dell'Armenia di 803 abitanti (2001) della provincia di Aragatsotn, situato circa 1 km a nord-est di Aparan. La chiesa del paese risale al 1887, ma lì vicino si trovano anche le rovine di una chiesa del IV secolo.

## Galleria d'immagini

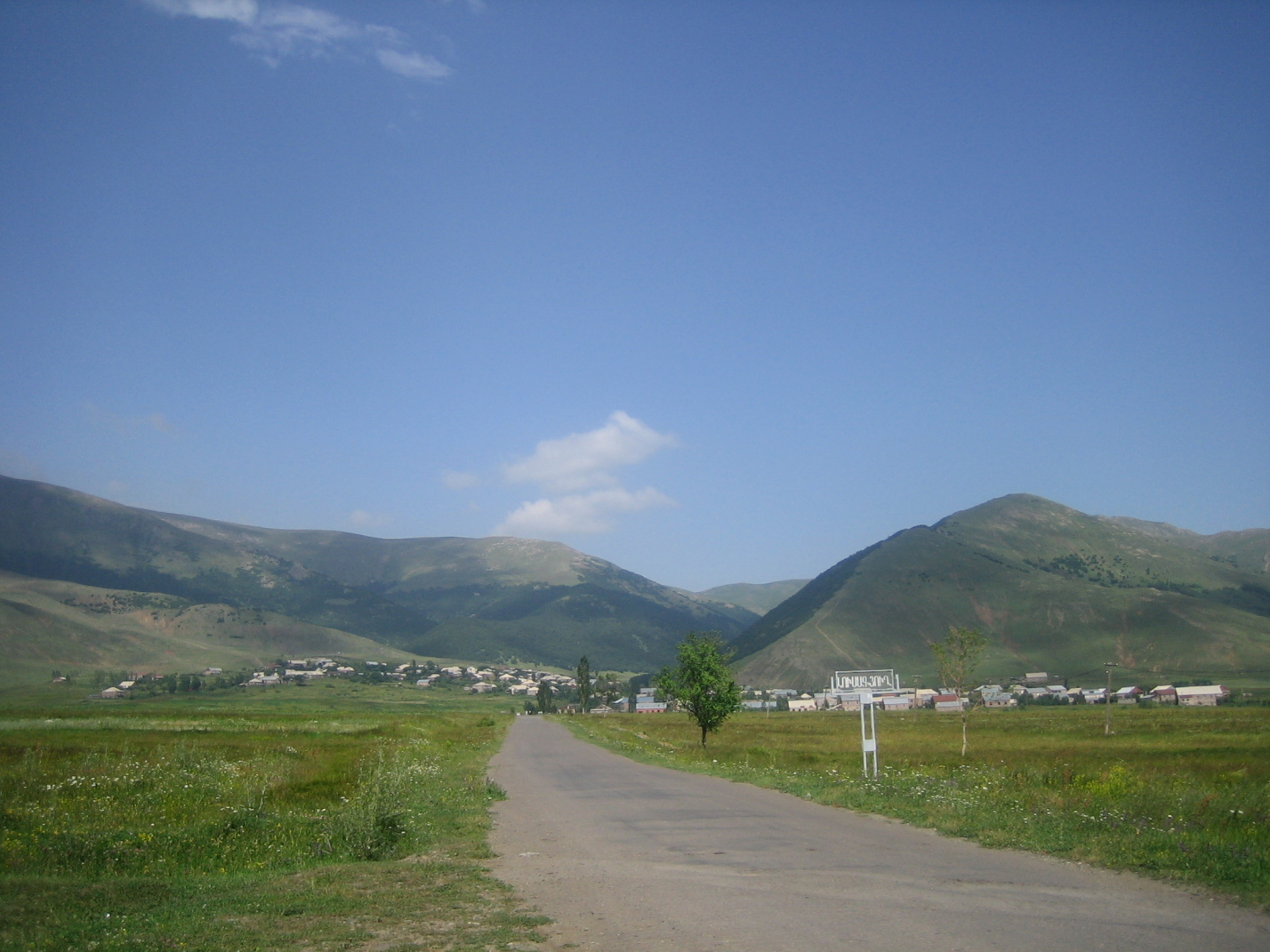
Entrata del paese dalla strada per Aparan.